# مسجد کوچرلی
مسجد کوچرلی (ترکی آذربایجانی: Köçərli məscidi) یک مسجد در خیابان ۲۰ ژانویه محله کوچرلی شهر شوشی است. محله کوچرلی یکی از ۱۷ محله شهر و یکی از ۹ محله پایین شهر شوشی است. مسجد کوچرلی یکی از ۱۷ مسجدی بود که در اواخر سده نوزدهم میلادی در شوشی فعالیت می‌کرد.